# Gastelse Heide
De Gastelse Heide is een natuurgebied ten noordwesten van Gastel in de Nederlandse provincie Noord-Brabant. Het natuurgebied bestaat uit bossen en heidecomplexen.

## Geschiedenis
Het gebied werd voor een aanzienlijk deel ontgonnen, waardoor een mozaïek van landbouwenclaves in het gebied ontstond. Ook werd een deel beplant met grove den: Het Langbosch genaamd. Omstreeks 1972 kwam aan de versnippering een einde. Bij ruilverkaveling kwamen de enclaves aan Staatsbosbeheer, dat ook de nabijgelegen natuurgebieden beheert. Door begrazing worden de voormalige landbouwenclaves open gehouden. Het dennenbos wordt geleidelijk omgevormd tot een meer natuurlijk berken-eikenbos.
Door het gebied stroomt de Naaste Loop in de richting van Soerendonk.

## Knoflookpad
Het Hondsven, een weinig buiten de Gastelse Heide in het landbouwgebied gelegen, is een van de weinige plaatsen in Noord-Brabant, waar de knoflookpad zich voortplant. Dit ven lag zeer geïsoleerd van overige natuurgebieden. Omstreeks 2010 werden enkele nieuwe poelen gegraven en zodanig ingericht dat de knoflookpad hier een biotoop kan vinden. Er werden ecologische verbindingszones aangelegd tussen het Hondsven en de nabijgelegen nieuwe poelen en natuurgebieden.

## Aansluitende gebieden
De Gastelse Heide sluit in het noorden aan op het Soerendonks Goor, in het westen op de Groote Heide, in het zuidwesten op de Beverbeekse Heide en in het zuidoosten op een landbouwgebied met de Buulderbergse Heide.
De Gastelse Heide is ontsloten door wandel- en fietspaden.